# Tyrannochthonius luxtoni
Espèce
Synonymes
- Morikawia luxtoni Beier, 1967

Tyrannochthonius luxtoni est une espèce de pseudoscorpions de la famille des Chthoniidae.

## Distribution
Cette espèce est endémique de Nouvelle-Zélande.

## Description
Tyrannochthonius luxtoni mesure de 1,5 à 1,9 mm.

## Étymologie
Cette espèce est nommée en l'honneur de Malcolm Luxton.

## Publication originale
- Beier, 1967 : Contributions to the knowledge of the Pseudoscorpionidea from New Zealand. Records of the Dominion Museum Wellington, vol. 5, p. 277-303.